# Abdul Hamid al-Bakkoush
Abdul Hamid al-Bakkoush, född 1933, död 2007, var Libyens premiärminister från 25 oktober 1967 till 4 september 1968, det vill säga under monarkin och kung Idris I:s regeringstid. Efter Muammar al-Gaddafis militärkupp 1969 gick han i exil och utsattes för ett misslyckat mordförsök i Egypten på 1980-talet.